# Шамуска, Периклес
Периклес Раймундо Оливейра Шамуска (порт. Péricles Raimundo Oliveira Chamusca; род. 29 сентября 1965, Салвадор) — бразильский футбольный тренер.

## Карьера тренера
Периклес, как и его младший брат Марсело Шамуска, также сделавший карьеру футбольного тренера, является уроженцем бразильского города Салвадор (штат Баия).
До того, как стать тренером, Периклес Шамуска был игроком молодёжной команды «Баия», выступая на позиции полузащитника. Но он так и не стал профессиональным футболистом. Когда пришло время получать образование, Шамуска решил бросить играть в футбол, чтобы изучать физическую культуру. Вскоре его пригласили на работу помощника по физической подготовке в «Баию», ему на то время было всего 23 года. В 1989 году Шамуска на протяжении семи месяцев являлся помощником тогдашнего главного тренера «Баии» Эваристо де Маседо.
Самостоятельную тренерскую карьеру Периклес Шамуска начал в 1994 году, возглавив молодёжную команду «Витории». Затем он тренировал такие команды, как «Рио-Бранко», «Америка Натал», «Порту Каруару», «Сентро Спортиво Алагоано», «Коринтианс Алагоано» и другие.
В 2002 году Шамуска вывел клуб «Бразильенсе» в финал Кубка Бразилии, а в 2004 году ведомый им «Санту-Андре» и вовсе сенсационно стал обладателем этого трофея, в финале обыграв «Фламенго» на заполненной Маракане. В этом турнире «Санту-Андре» ещё на стадии четвертьфинала провёл выдающийся матч, выбив из турнира именитый «Палмейрас». Сыграв вничью первый домашний матч со счётом 3:3, «Санту-Андре» для прохода дальше нужно было либо выигрывать или играть результативную ничью, забивая при этом не менее четырёх мачей. За 9 минут до конца ответного поединка команда уступала со счётом 2:4, но затем смогла сравнять счёт и выйти в полуфинал. Во время этого турнира Шамуска, которому в то время было всего 38 лет, использовал в качестве мотивации для своих игроков в качестве примера гонщика Формулы-1 Айртона Сенну:
Для этой игры я показал моим игрокам несколько мотивационных видеороликов. Я поставил им документальный фильм о Сенне, показывающий, что он всегда старался выйти за пределы своих возможностей, всегда искал наилучший выход из любой ситуации.
С сентября 2005 года Периклес Шамуска работал главным тренером японского клуба «Оита Тринита», который он привёл в 2008 году к завоеванию первого в истории команды титул Кубка Джей-лиги. Но уже в следующем сезоне «Оита Тринита» выдала серию из 14 поражений подряд в чемпионате Японии, которая была связана с травмами основных игроков командами. 14 июля 2009 года Шамуска был уволен, а его должность занял Ранко Попович.
31 июля 2009 года Шамуска возглавил бразильский «Спорт Ресифи», заменив Эмерсона Леао. 7 ноября того же года он покинул пост главного тренера по согласованию с председателем клуба Силвио Гимарайнсем, так как команда под его руководством заняла последнее место в бразильской Серии A.
В октябре 2018 года Перикл Чамуска был объявлен новым тренером главным тренером саудовского клуба «Аль-Фейсали».
29 июня 2022 года Шамуска был назначен главным тренером саудовского клуба «Аль-Таавун».

## Статистика
По состоянию на 17 марта 2023 г.
| Команда             | С                | По               | Статистика | Статистика | Статистика | Статистика | Статистика |
| Команда             | С                | По               | М          | П          | Н          | П          | % побед    |
| ------------------- | ---------------- | ---------------- | ---------- | ---------- | ---------- | ---------- | ---------- |
| Гояс                | 1 января 2005    | 24 апреля 2005   | 22         | 11         | 8          | 3          | 050,00     |
| Ботафого            | 1 июля 2005      | 28 августа 2005  | 13         | 4          | 3          | 6          | 030,77     |
| Оита Тринита        | 5 сентября 2005  | 13 июля 2009     | 169        | 66         | 35         | 68         | 039,05     |
| Спорт Ресифи        | 31 июля 2009     | 7 ноября 2009    | 19         | 4          | 5          | 10         | 021,05     |
| Аваи                | 10 декабря 2009  | 1 июля 2010      | 31         | 17         | 8          | 6          | 054,84     |
| Аль-Араби           | 7 июля 2010      | 3 июня 2011      | 40         | 22         | 8          | 10         | 055,00     |
| Аль-Джаиш           | 15 июня 2011     | 30 мая 2012      | 34         | 16         | 8          | 10         | 047,06     |
| Португеза Деспортос | 13 декабря 2012  | 15 апреля 2013   | 22         | 14         | 4          | 4          | 063,64     |
| Коритиба            | 30 сентября 2013 | 16 ноября 2013   | 12         | 3          | 1          | 8          | 025,00     |
| Джубило Ивата       | 1 февраля 2014   | 24 сентября 2014 | 36         | 18         | 8          | 10         | 050,00     |
| Аль-Гарафа          | 25 мая 2015      | 19 ноября 2015   | 8          | 3          | 2          | 3          | 037,50     |
| Аль-Шааб            | 21 декабря 2016  | 1 мая 2017       | 17         | 4          | 8          | 5          | 023,53     |
| Аль-Фейсали         | 14 октября 2018  | 31 мая 2021      | 95         | 41         | 23         | 31         | 043,16     |
| Аль-Хиляль (и. о.)  | 27 апреля 2019   | 20 мая 2019      | 4          | 3          | 1          | 0          | 075,00     |
| Аль-Шабаб           | 1 июня 2021      | 23 марта 2022    | 27         | 15         | 8          | 4          | 055,56     |
| Аль-Таавун          | 29 июня 2022     |                  | 22         | 10         | 5          | 7          | 045,45     |
| Всего               | Всего            | Всего            | 571        | 251        | 135        | 185        | 043,96     |

## Достижения
- Чемпион штата Баия — 1995 (Витория)
- Чемпион штата Алагоас — 1999 (Сентро Спортиво Алагоано)
- Обладатель Кубка Бразилии — 2004 (Санту-Андре)
- Обладатель Кубка Джей-лиги — 2008 (Оита Тринита)
- Чемпион штата Санта-Катарина — 2010 (Аваи)
- Обладатель Кубок шейха Яссима — 2010 (Аль-Араби)
- Обладатель Кубка Короля Саудовской Аравии — 2020/2021 (Аль-Фейсали)

### Индивидуальные
- Тренер месяца Саудовской профессиональной лиги: октябрь 2021[6], ноябрь 2021[7]